# 샬롬

히브리어의 샬롬

샬롬(히브리어: שָׁלוֹם)은 아랍어의 '살람(Salam)'과 같은 어원을 가진 단어로 히브리어로 평화, 평안을 의미하는 말이다. 일반적인 히브리어 인사 중 하나로, "안녕하세요", "잘 가세요"에 해당한다.

## 용어
성경 번역에서 샬롬은 평화로 번역된다.
성경적으로, '샬롬'이라는 문구는 다른 사람들의 안녕(창세기 43:27, 출애굽기 4:18), 조약(열왕기상 5:12), 도시나 국가의 안녕을 위한 기도(시편 122:6, 예레미야 29:7)에서 관찰된다.

## 같이 보기
- 알로하
- 차오
- 인사
- 나마스테
- 평화
- 경례